# Кастел ди Лама
Кастѐл ди Ла̀ма (на италиански: Castel di Lama, на местен диалект la Lama, ла Лама) е градче и община в Централна Италия, провинция Асколи Пичено, регион Марке. Разположено е на 201 m надморска височина. Населението на общината е 8558 души (към 2011 г.).